# Hermann Fortunatus de Bade-Bade
Hermann Fortunatus est un prince de la maison de Bade né le 23 janvier 1595 à Rastatt et mort le 4 janvier 1665 à Kastellaun. Il est margrave de Bade-Rodemachern de 1620 à sa mort.

## Biographie
Hermann Fortunatus est le deuxième fils du margrave Édouard Fortunatus et de son épouse Marie d'Eicken. Il succède à son oncle Philippe III en tant que margrave de Bade-Rodemachern à sa mort, en 1620.
Son monument funéraire se trouve en l'église Saint-Nicolas de Rodemack.

## Mariages et descendance
Le 18 avril 1627, Hermann Fortunatus épouse Antonia-Élisabeth (morte le 12 janvier 1635), fille du comte Christophe de Criechingen. Ils ont trois enfants :
- Charles-Guillaume (1627-1666), chanoine à Cologne puis margrave de Bade-Rodemachern ;
- Léopold (1628-1635) ;
- Marie-Sidonie (1635-1686), épouse en 1662 le prince Philippe de Hohenzollern-Hechingen.

Veuf, Hermann Fortunatus se remarie avec Marie-Sidonie (1605-1675), fille du comte Philippe-François de Falkenstein. Ils ont deux enfants :
- Philippe-Balthazar (mort en 1662)
- Marie-Éléonore-Sophie (morte en 1668), épouse en 1665 le comte Jean-François-Désiré de Nassau-Siegen.